# Pud
Pud – dawna rosyjska jednostka wagowa.
1 pud = 16,38 kg = 40 funtów = 1280 łutów = 3840 zołotników = 368640 doli.